# Gleison Bremer
Gleison Bremer Silva Nascimento (Itapitanga, 18 maart 1997) is een Braziliaans voetballer die doorgaans speelt als centrale verdediger. In juli 2022 verruilde hij Torino voor Juventus. Breimer maakte in 2022 zijn debuut in het Braziliaans voetbalelftal.

## Clubcarrière
Bremer speelde vanaf 2014 in de opleiding van Desportivo Brasil en in 2016 een tijdje voor São Paulo. In maart 2017 maakte de centrumverdediger de overstap naar Atlético Mineiro. Zijn debuut in de Série A maakte Bremer op 26 juni 2017, toen met 0–1 werd gewonnen van Chapecoense. In deze wedstrijd mocht hij na vijf minuten als invaller het veld betreden. In de zomer van 2018 maakte Bremer de overstap naar Torino, dat circa vijf miljoen euro voor hem betaalde. In Turijn zette hij zijn handtekening onder een verbintenis voor de duur van vijf seizoenen. In zijn eerste seizoen speelde Bremer vijf wedstrijden, maar daarna werd hij een vaste basisspeler van Torino.
Vier jaar na zijn komst kocht stadsgenoot Juventus hem voor circa eenenveertig miljoen euro en gaf het hem een contract voor vijf jaar. In december 2023 werd zijn verbintenis opengebroken en met een jaar verlengd tot medio 2028. Aan het einde van de jaargang 2023/24 kwam er nog een seizoen bij zijn contract.

## Clubstatistieken
| Seizoen | Club             | Competitie | Competitie | Competitie | Beker | Beker | Internationaal | Internationaal | Totaal | Totaal |
| Seizoen | Club             | Competitie | Wed.       | Dlp.       | Wed.  | Dlp.  | Wed.           | Dlp.           | Wed.   | Dlp.   |
| ------- | ---------------- | ---------- | ---------- | ---------- | ----- | ----- | -------------- | -------------- | ------ | ------ |
| 2017    | Atlético Mineiro | Série A    | 12         | 0          | 1     | 0     | 1              | 0              | 14     | 0      |
| 2018    | Atlético Mineiro | Série A    | 11         | 1          | 3     | 0     | 2              | 0              | 16     | 1      |
| 2018/19 | Torino           | Serie A    | 5          | 0          | 2     | 0     | —              | —              | 7      | 0      |
| 2019/20 | Torino           | Serie A    | 27         | 3          | 2     | 2     | 6              | 0              | 35     | 5      |
| 2020/21 | Torino           | Serie A    | 33         | 5          | 2     | 0     | —              | —              | 35     | 5      |
| 2021/22 | Torino           | Serie A    | 33         | 3          | 0     | 0     | —              | —              | 33     | 3      |
| 2022/23 | Juventus         | Serie A    | 30         | 4          | 3     | 1     | 10             | 0              | 43     | 5      |
| 2023/24 | Juventus         | Serie A    | 36         | 3          | 4     | 0     | —              | —              | 40     | 3      |
| Totaal  | Totaal           | Totaal     | 190        | 19         | 17    | 3     | 19             | 0              | 226    | 22     |

Bijgewerkt op 6 augustus 2024.

## Interlandcarrière
Bremer speelde zijn eerste duel in het Braziliaans voetbalelftal op 23 september 2022. Op die dag werd een vriendschappelijke wedstrijd gespeeld tegen Ghana in het Stade Océane in Le Havre. Bremer moest van bondscoach Tite op de reservebank beginnen en zag vanaf daar Marquinhos de score openen en Richarlison twee keer tot scoren komen. In de rust mocht hij invallen voor Thiago Silva. In het restant van de wedstrijd werd niet meer gescoord.
In november 2022 werd Bremer door Tite opgenomen in de selectie van Brazilië voor het WK 2022. Tijdens dit WK werd Brazilië door Kroatië uitgeschakeld in de kwartfinales nadat in de groepsfase gewonnen was van Servië en Zwitserland en verloren van Kameroen en in de achtste finales Zuid-Korea was uitgeschakeld. Bremer kwam in twee duels in actie. Zijn toenmalige clubgenoten Weston McKennie (Verenigde Staten), Leandro Paredes, Ángel Di María (beiden Argentinië), Wojciech Szczęsny, Arkadiusz Milik (beiden Polen), Adrien Rabiot (Frankrijk), Danilo, Alex Sandro (beiden eveneens Brazilië), Filip Kostić en Dušan Vlahović (beiden Servië) waren ook actief op het toernooi.
Bremer maakte in mei 2024 onderdeel uit van de Braziliaanse selectie van bondscoach Dorival Júnior voor de Copa América 2024. De groepsfase werd overleefd door een overwinning op Paraguay (1–4) en gelijke spelen tegen Costa Rica (0–0) en Colombia (1–1). Hierna werd Brazilië in de kwartfinales uitgeschakeld door Uruguay dat na een initiële 0–0 de strafschoppen beter nam: 4–2. Bremer kwam niet in actie. Zijn toenmalige clubgenoten Weston McKennie, Timothy Weah (beiden Verenigde Staten), Leandro Paredes, Ángel Di María (beiden Argentinië) en Danilo (eveneens Brazilië) waren ook actief op het toernooi.
| Interlands van Gleison Bremer voor Brazilië | Interlands van Gleison Bremer voor Brazilië | Interlands van Gleison Bremer voor Brazilië | Interlands van Gleison Bremer voor Brazilië | Interlands van Gleison Bremer voor Brazilië | Interlands van Gleison Bremer voor Brazilië | Interlands van Gleison Bremer voor Brazilië |
| №                                           | Datum                                       | Wedstrijd                                   | Uitslag                                     | Competitie                                  | Goals                                       |                                             |
| Als speler bij Juventus                     | Als speler bij Juventus                     | Als speler bij Juventus                     | Als speler bij Juventus                     | Als speler bij Juventus                     | Als speler bij Juventus                     | Als speler bij Juventus                     |
| ------------------------------------------- | ------------------------------------------- | ------------------------------------------- | ------------------------------------------- | ------------------------------------------- | ------------------------------------------- | ------------------------------------------- |
| 1                                           | 23 september 2022                           | Brazilië – Ghana                            | 3 – 0                                       | Vriendschappelijk                           |                                             |                                             |
| 2                                           | 2 december 2022                             | Kameroen – Brazilië                         | 1 – 0                                       | WK 2022                                     |                                             |                                             |
| 3                                           | 5 december 2022                             | Brazilië – Zuid-Korea                       | 4 – 1                                       | WK 2022                                     |                                             |                                             |
| 4                                           | 23 maart 2024                               | Engeland – Brazilië                         | 0 – 1                                       | Vriendschappelijk                           |                                             |                                             |
| 5                                           | 8 juni 2024                                 | Mexico – Brazilië                           | 2 – 3                                       | Vriendschappelijk                           |                                             |                                             |

Bijgewerkt op 6 augustus 2024.